# 藤塚吉浩
藤塚 吉浩（ふじつか よしひろ）は日本の地理学者。大阪市立大学教授。専門はジェントリフィケーション。

## 略歴
1988年関西学院大学文学部史学科卒業。1993年同大学大学院文学研究科後期博士課程修了。1995年から2013年まで高知大学で教鞭をとったのち、2013年から大阪市立大学大学院経営学研究科教授をしている。

## 書籍等出版物

### 単著
- 『ジェントリフィケーション』古今書院、2017年

### 共著
- 漆原和子、藤塚吉浩、松山洋、大西宏治『図説　世界の地域問題』ナカニシヤ出版、2007年
- 伊藤喜栄、藤塚吉浩 著『図説　21世紀日本の地域問題』古今書院、2008年
- 浮田典良、加賀美雅弘、藤塚吉浩、呉羽正昭 著『オーストリアの風景』ナカニシヤ出版、2015年
- 藤塚吉浩、高柳長直 編『図説　日本の都市問題』古今書院、2016年

### 担当執筆
- 「函館市西部地区における歴史的町並み保全運動の展開」浮田典良 編『地域文化を生きる』大明堂、1997年
- 藤塚吉浩、細野渉「ソウルの都市発展と伝統的景観の保全—旧市街地を中心に—」 阿部和俊編『都市の景観地理 韓国編』古今書院、2007年
- 「ミュンヘンの歴史的発展と旧市街地の再生」阿部和俊 編『都市の景観地理 大陸ヨーロッパ編』古今書院、2009年
- 「ニューオリンズの社会的地域分化とジェントリフィケーション」阿部和俊 編『都市の景観地理 イギリス・北アメリカ・オーストラリア編』古今書院、2010年
- 「ジェントリフィケーション」人文地理学会 編『人文地理学事典』丸善出版、2013年
- 「インナーシティ，ジェントリフィケーション」藤井正、神谷浩夫 編『よくわかる都市地理学』ミネルヴァ書房、2014年